# Florian Roxin
Florian Roxin (n. 25 noiembrie 1874, Ciumeghiu – d. 1 noiembrie 1929, Buteni) a fost un delegat în Marea Adunare Națională de la Alba Iulia, organismul legislativ reprezentativ al „tuturor românilor din Transilvania, Banat și Țara Ungurească”, cel care a adoptat hotărârea privind Unirea Transilvaniei cu România, la 1 decembrie 1918.:p. 93

## Biografie
Florian Roxin a studiat la liceul din Beiuș, urmând apoi cursurile Institutului Teologic din Arad. După absolvire, a profesat timp de 2 ani ca învățător confesional, în comuna Gurbediu, din județul Bihor. Ulterior, a fost hirotonit preot la Lipova, unde, pe lângă activitatea sa de catihet, înființează un cor bisericesc. În 1913, Florian Foxin a fost ales protopop al parohiei Buteni, pe care a administrat-o până la moartea sa. Florian Roxin a decedat la 1 noiembrie 1929, la Buteni.:p. 321-322

## Activitatea politică

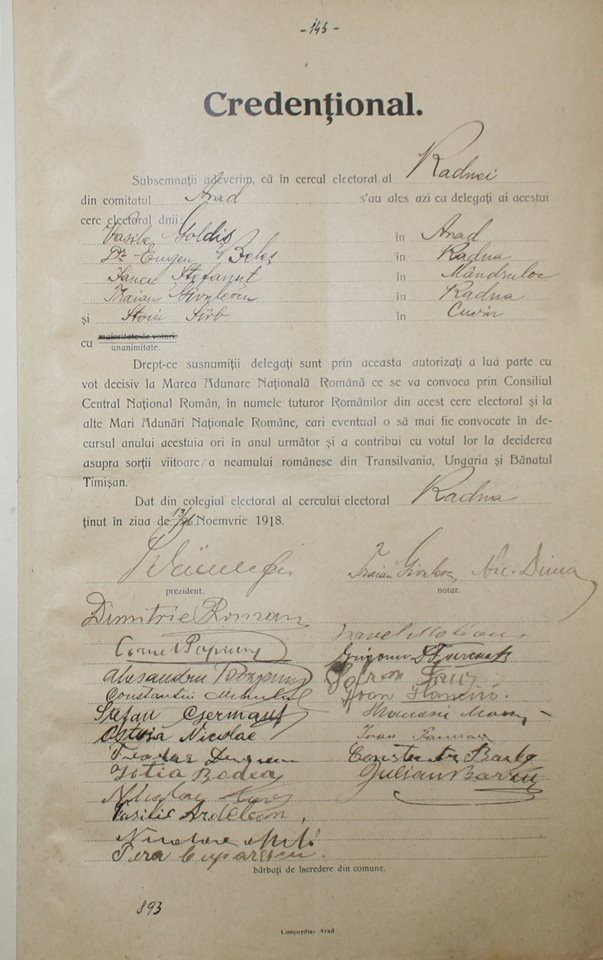
Credențional

S-a remarcat prin activitatea sa ca membru P.N.R., bucurându-se de susținerea lui Vasile Goldiș, în ceea ce privește construirea Catedralei din Buteni.Ca deputat în Adunarea Națională din 1 decembrie 1918 a reprezentat, ca delegat de drept, Protopopiatul Buteni.De asemenea, în perioada 1926-1927, a fost senator P.N.Ț. în Parlamentul României.:p. 93:p. 322